# 富锦要塞
富锦要塞或称富锦要塞群:89，位于今黑龙江省富锦市，是侵华日军东北要塞群之一。
1934年起，关东军在满洲国与苏联、蒙古人民共和国边界地区，开始修建一系列要塞。东、西两线之间，设立凤翔、富锦要塞。1938年开始修建富锦要塞:59，主体工程大约在1943年至1944年竣工。1945年，日本投降，日军撤离，配套工程尚未完成。

## 要塞建筑
富锦要塞是一个正面宽35公里、纵深12公里的防御区，拥有一条5.5公里的反坦克壕，两个扇形防区。防区内有165个交堑壕相连的火力点。共拥有20多条军用公路、4个飞机场。要塞的永久阵地分为甲、乙两个阵地。两个阵地均修建了大理的工事碉堡、掩蔽部、指挥所、观察所、地下工事:90。
甲阵地位于富锦市东南方的乌尔古力山。乌尔古力山北临松花江，位于三江平原中心，是平原上唯一一座高峰，海拔545米。乌尔古力山修建的军事工事又被称为北满日军的“陆路航空母舰”:90。甲阵地从1942年开始修建，工程大致分三部分：一、可通行汽车的盘山道；二、山洞，主要山洞全部打通，有照明、通风设施，汽车可通行:59；三、108座各类明暗碉堡:59。日军撤退前，从洞内向洞外回填沙石，用水泥浇灌封闭，再回填沙土，并植树种草，使要塞建筑与山体浑然一体。
乙阵地位于原富锦县城南的扶桑台地:59，今富锦市市区的南部，主要作用是阻挡苏军从松花江登陆进攻:90。5.5公里的反坦克壕是最主要的建筑，上宽7米、下宽3米。由于城区发展，原有工事大部分已无存:59。